# Messieurs Delmotte
Pour les articles homonymes, voir Delmotte.
Messieurs Delmotte, né en 1967 à Liège, est un artiste belge. 

## Biographie
L'artiste est l'auteur de vidéos et d'installations surréalistes. Ses œuvres ont notamment été présentées au Musée d'Art Moderne de Philadelphie, au New York Underground Festival, au MUHKA d'Anvers et au musée national centre d'art Reina Sofía[réf. à confirmer].

## Travaux
Expérience : Graduat à l'institut des Beaux-Arts St Luc (Liège 1992) - Workshops: Afrikanisch-Europaïsche Inspiration, Goethe Institut(Pédagonij/Lomé, West Africa, 1995), Rijksakademie van Beeldende Kunsten ( Amsterdam,2000),Tokyo Touch Project, Akihabara TV (Tokyo 2002).
Son approche burlesque des sujets traités, au-delà de l'aspect comique ou irréel, met l'accent sur le côté absurde d'une situation. 
Il se positionne lui-même entre réalité et imagination. Il se distingue par son code vestimentaire, sa coiffure gominée. Au-delà du "non-sense", on perçoit une critique ou une approche poétique des réalités quotidiennes.
Ses photos, vidéos, créations ont été montrées dans divers pays, dont essentiellement la Belgique. Sous des airs de dandy caricaturé, il se moque allègrement, de ses contemporains et de lui-même, avec un humour corrosif.

## Vidéos
- 2000, Des pigeons dans ma veste[1]
- 2008, The Boat[1]

## Expositions

### Solos
- 1993, GKD Schopp, Aix-la-Chapelle[1]
- 1994, Espace 251 Nord, Liège[1]

### Collectives
- 2001, Instants fragiles, Passage de Retz, Paris[1]
- 2010, Les (In)contrôlés, Centre Wallonie-Bruxelles, Paris[1]

## Performances
- 2008, samedi 10 mai : Thé dansant, Act VI[3], au Musée d'art contemporain en plein air du Sart Tilman